# ダーラン (ネパール)
ダーラン(ネパール語: धरान)はネパール東端のコシ州のスンサリ郡の都市。
2011年の人口は11万9915人で、国内8位。
ダーランは丘陵地帯の麓とテライ平原の端の境に位置する。
市内は19の区にわかれている。
東西にマヘンドラ・ハイウェイが走る。
一時、グルカ兵の徴募施設があったが、廃止された。
ダーランはキラット族（リンブー族、ライ族）の居住地でもある。
もともと、10あったリンブワン王国の一つ、チャウビス、またはミクルンの小さな交易施設があったところであるが、後に都市として成長した。
丘陵地帯、そしてネパール全土から人が流入し、今のダーランにはライ族、ネワール族などの民族やバフンやチェトリのようなカーストも流入してきた。
ダーランは多言語都市となった。
しかし、公用語で共通語はネパール語である。
ダーランはまた、文化の面でも多様化した。
キラント教、ヒンドゥー教、仏教、キリスト教、そしてイスラム教のグループが混在している。